# Johannes Metzdorf-Schmithüsen
Johannes Metzdorf-Schmithüsen (* 1941 in Stendal) ist ein deutscher evangelischer Pfarrer im Ruhestand sowie ein Schauspieler und Hörfunksprecher.

## Werdegang
Er ist verheiratet und wohnt in Trier. Johannes Metzdorf-Schmithüsen (vor seiner Heirat Johannes Metzdorf) siedelte mit seiner Familie 1948 nach Westdeutschland über, absolvierte das Abitur in Neuss am Rhein 1962 und studierte 1962–1968 Evangelische Theologie in Mainz und Bonn. Nach dem Vikariat und einer Tätigkeit als Schulpfarrer war er seit 1975 Pfarrer in Bacharach. Zum 4. Mai 1985 wechselte er an die Evangelische Studierendengemeinde an der Universität Trier, wo er bis zu seiner Pensionierung im Oktober 2006 wirkte. Dort erwarb er sich den Beinamen „Gottes bunter Hund“.

## Schauspielerei
Bundesweite Bekanntheit erreichte Metzdorf-Schmithüsen als Darsteller des Pieritz in der Fernsehserie Heimat von Edgar Reitz, Folgen 4 bis 11. Weitere Tätigkeiten als Performance-Künstler und Theaterschauspieler folgten.

## Hörfunksprecher
Für den Saarländischen Rundfunk sprach Metzdorf-Schmithüsen mehrere Jahre lang die „Zwischenrufe“ und den Kommentar „aus christlicher Sicht“.